# Droge stof
Droge stof (ds) -Engels Total Solids (TS)- of totaal vaste stof (TVS) is de term waarmee geleidbaarheid en vastestofdeeltjes in een vloeistof worden aangeduid. Ook wordt de droge stof bepaald van materialen die men kan drogen, zoals voederplanten, voor het berekenen van het drogestofgehalte.
Doorgaans wordt de term gebruikt bij wateranalyse of bepaling van de samenstelling van drinkwater. Omgekeerde osmose en destillatie zijn methodes om de totaal vaste stof in water te doen afnemen. Op deze wijze kan de oplosbaarheid verbeteren.
Drogestofgehaltes kunnen bepaald worden door een monster te nemen van de vloeistof waarvan men het drogestofgehalte wil weten. Vervolgens dient men het monster te wegen, daarna te drogen en daarna weer te wegen. Zo wordt het vocht, maar ook alle vluchtige (organische) verbindingen, verdampt en blijft de on-opgeloste en opgeloste vaste stof over. Drogestofmetingen zijn recht evenredig met de brekingsindex van oplossingen.

## Bronwater
Droogrest is een specifiek begrip voor de hoeveelheid stof die overblijft, wanneer men 1 liter bronwater bij 180 graden Celsius laat indampen. De droogrest wordt uitgedrukt in een aantal milligram per liter (mg/l).
De droogrest is bij iedere soort bronwater anders, omdat het water van de ene bron verschilt met die van een andere bron, ten gevolge van de erin opgenomen verschillende mineralen en stoffen. De mineralen geven de specifieke smaak aan elk soort bronwater. De droogrest wordt geanalyseerd, waarna een declaratie (vermelding) van mineralen en stoffen kan worden opgemaakt. 
Een hoog getal van de droogrest geeft dus aan dat er veel mineralen in het water zitten. Dat kan voor zwangere vrouwen, kinderen en mensen met hoge bloeddruk (t.g.v. een teveel aan natrium) bezwaarlijk zijn, waardoor beter voor water met een laag getal aan droogrest kan worden gekozen. 
De droogrest wordt op een fles of blikje met water vermeld aan het eind van de declaratie. 
Tussen de 0 en de 50 mg/l spreekt men van zeer licht (mineraal arm), tussen 50 mg/l tot 500 mg/l van licht (mineraal arm), tussen 500 mg/l tot 1.000 mg/l van gemiddeld en boven 1.000 mg/l van sterk gemineraliseerd (mineraal rijk) water.
De droogrest kan zijn vermeld als 'droogrest' of 'total solids'. De term '(Total) Dissolved Solids' of 'TDS-gehalte' bestaat ook, maar daar wordt de droogrest bedoeld na filtratie.
Bij Nederlands leidingwater speelt het begrip droogrest nauwelijks een rol, omdat door filtratie en andere behandelingen van het bronwater de mineralen en stoffen grotendeels zijn verwijderd. Er bestaan natuurlijk wel tafelwaters (bronwater) met heel hoge droogrest vanwege mineralen.